# Æresdrab
Æresdrab (af nogle også betegnet skamdrab) er et mord, der bliver udført, oftest af et familiemedlem, for at genoprette familiens ære efter, at et familiemedlem har overtrådt de kulturelle eller moralske normer.
Æresbegrebet er vanskeligt at forene med de moralbegreber, som er grundlaget for en moderne retsstat, og en sådan accepterer derfor ikke æresdrab og dueller - drab af personer, der har fornærmet en anden person eller families ære. I samfund, der bygger på sædvanenormer, kan voldelig håndhævelse af ære derimod være moralsk acceptabel. I nogle subkulturer i vestlige lande anses gengæld eller hævn for ærekrænkende handlinger ligeledes fortsat for at være moralsk acceptabelt. I ældre tid har det gjaldt samfundsgrupper som romaer, og i nutiden blandt andet mafiaorganisationer og rockergrupper.
I 2003 vedtog Europarådets parlamentariske forsamling en resolution, der blandt andet sagde, at æresdrab har kulturelle og ikke religiøse rødder og findes overalt i verden, især i patriarkalske samfund, men at de fleste rapporterede sager i Europa har været i muslimske kredse, selvom islam selv ikke understøtter dødsstraf for æresrelateret adfærd.

## Religiøse æresdrab begået i Norden
- I 1986 skød en tyrkisk mand sin 15-årige datters 16-årige kæreste og hans mor i en lejlighed i Horsens. Grunden var, at han havde lovet sin datter væk til en anden i Tyrkiet
- I 1986 stak en tyrkisk mand sin forhenværende svigerdatter ihjel i København. Årsagen skulle være, at hun angiveligt havde været med til at bortføre en 13-årig pige i Tyrkiet.
- I 1993 myrdede en pakistansk kvinde og hendes bror kvindens mand med 21 knivstik. Grunden skulle være, at manden havde villet forlade hende. Liget blev halshugget og fik testiklerne skåret af, hvorefter hovedparten af ligdelene blev kastet i voldgraven ved Christiania.
- I 1995 skød en tyrkisk mand i Helsingør to søstre til sin svigerdatter. Årsagen var, at svigerdatteren var flyttet fra sin mand.
- I 1997 kvalte en pakistaner i København sin 20-årige lillesøster mens flere familiemedlemmer så på, hvorefter han skar halsen over på hende. Årsagen var, at lillesøsteren ikke ville tvangsgiftes med en fætter fra Pakistan.
- I 2001 tævede en iransk mand i Tårnby sin datters kæreste ihjel med en vægtløfterstang. Årsagen var, at datteren ikke ville vende tilbage til Iran med ham.
- I 2001 tævede en gruppe på fire mænd en 59-årig tyrker ihjel. Grunden var, at tyrkerens søn havde nægtet at fri til sin kæreste. En af de fire overfaldsmænd var kærestens bror.
- 21. januar 2002 blev den tyrkisk-kurdiske kvinde Fadime Sahindal skudt af sin far [2] i Sverige.
- 10. februar 2002 blev Sonay Ahmad Mohammad tævet ihjel af sin far, fordi han mente at hun var "for dansk" i sin måde at være på [5]. Efter drabet kastede han hendes lig i Præstø havn.
- 23. september 2005 i Slagelse skød og dræbte en pakistansk mand sin søster – Ghazala Khan – fordi hun havde giftet sig imod familiens ønske.
- 17. september 2020 i Randers dræber en søn sin mor, Nasrin Behroz, med en række knivstik, fordi hun ikke er rettroende. Drabet er planlagt i forening med faren.